# 鮑德熹
鮑德熹，BBS（1952年—），生于香港，本名鮑起鳴，香港電影攝影師及導演，著名演员鲍方之子、鮑起靜之弟。曾6度奪得香港電影金像獎最佳攝影獎，2001年以《臥虎藏龍》获得奧斯卡最佳攝影獎，亦是第43屆金馬獎最佳攝影得主。他早年就讀香島中學小學部及香島中學，與導演嚴浩為小學同學。

## 攝影作品
- 《爵士駕到》（1985年）
- 《甜蜜十六歲》（1986年）
- 《衛斯理傳奇》（1987年）
- 《公子多情》（1988年）
- 《喜寶》（1988年）
- 《不脫襪的人》（1989年）
- 《急凍奇俠》（1989年）
- 《喋血雙雄》（1989年）
- 《賭神》（1989年）
- 《秦俑》（1990年）
- 《笑傲江湖》（1990年）
- 《跛豪》（1991年）
- 《九一神鵰俠侶》（1991年）
- 《何日君再來》（1991年）
- 《豪門夜宴》（1991年）
- 《賭俠II之上海灘賭聖》（1991年）
- 《審死官》（1992年）
- 《白髮魔女傳》（1993年）
- 《射鵰英雄傳之東成西就》（1993年）
- 《花旗少林》（1994年）
- 《金玉滿堂》（1995年）
- 《夜半歌聲》（1995年）
- 《安娜瑪德蓮娜》（1998年）
- 《半支煙》（1999年）
- 《小親親》（2000年）
- 《臥虎藏龍》（2000年）
- 《北京樂與路》（2001年）
- 《如果·愛》（2005年）
- 《無極》（2005年）
- 《孔子》（2010年）
- 《钟馗伏魔：雪妖魔灵》（2015年）
- 《摆渡人》（2016年）
- 《緊急救援》（2020年）

## 导演作品
- 《霧都情仇》（1992年）
- 《天脈傳奇》（2002年）
- 《钟馗伏魔：雪妖魔灵》（2015年）